# ガストン・バシュラール
ガストン・バシュラール（Gaston Bachelard, 1884年6月27日 - 1962年10月16日）は、フランスの哲学者・科学哲学者。科学的知識の獲得の方法について考察した。また、詩的想像力の研究にも多くの業績を残した。

## 略年譜
- 1884年6月27日 フランス・シャンパーニュ地方の小さな町バール＝シュル＝オーブに生まれる。ここで中等教育まで受ける。
- 1902年 コレージュ・ド・セザンヌ（高等中学校）で自習監督の仕事に就く。
- 1903年 - 1905年 ポンタムソンの第12機動部隊で兵役を勤める。
- 1907年 - 1913年 パリで郵便局員として働く。
- 1913年 - 1914年 郵便局を休職、電信電話技師の資格試験のため受験勉強。
- 1914年8月2日 - 1919年3月16日 第一次世界大戦のため徴兵され、戦闘部隊の一員として前線に赴く。
- 1919年 ソルボンヌ大学卒業。
- 1919年 - 1930年 バール＝シュル＝オーブのコレージュで物理学と化学を教える。
- 1922年 哲学の大学教授資格（アグレガシオン）を取得。
- 1927年5月23日、ソルボンヌ大学にて文学博士号を取得。
- 1930年 - 1940年 ディジョン大学（現・ブルゴーニュ大学）の哲学教授に就任。
- 1940年 - 1954年 ソルボンヌ大学教授、科学哲学および科学史を担当。
- 1951年 レジオン・ドヌール4等勲章を受勲。
- 1959年 レジオン・ドヌール3等勲章を受勲。
- 1961年 フランス学芸大賞を受賞。

## 思想
主著『新しい科学的精神』（1934年）においてバシュラールは、経験論と合理論の対立の乗り越えを図る。バシュラールはしばしばカール・ポパーと正反対と評されるが、乗り越えを目指したという点は変わらないのである。バシュラールに従えば、科学認識論には観念論（観念実在論）と唯物論を両極とするひとつのスペクトルがあるが、合理的唯物論はその中間に位置する。
科学史上の著作においてバシュラールの筆鋒は、帰納主義と経験論の両方の批判にむかう。科学的事実とは、理論的問題設定があって初めて構成されるのだという。科学は、明証性すなわち直接的認識がもたらす幻想に抗して形成される。これがバシュラールのいう「否定の哲学」である。したがって、科学史という仕方で知識を得ようとすると、「認識論的断絶」つまり前科学的な思考と断絶することが求められる。バシュラールの表現に従えば、新しい知識を得るには「認識論的障害」を乗り越えることが必要なのである。
バシュラールにとって、あらゆる認識は近似的認識にすぎない。「科学において真実とは積年の誤謬を歳月をかけて正していくことと考えられ、経験とは万人が抱いている当初の幻想を修正していくことと考えられる」。
バシュラールは認識論上の対立を調停しようとしている。経験論と合理論の対立を乗り越えなくてはならないというのだ。「内容空疎な合理論でもなく、支離滅裂な経験論でもなく」。「適応合理主義」ないし「合理的唯物論」を用いてはじめて科学的活動がおこなわれるのである。
バシュラールの思想は多くの点でフェルディナン・ゴンセトに近い。両者は研究誌『ディアレクティカ』の編集に携わっている。
後年バシュラールは詩的想像力の研究に邁進した。彼はこう述べている。「われわれは観念世界に帰属しているよりはるかに強くイメージ世界に帰属している。イメージ世界のほうがはるかにわれわれの存在を構成しているのである」。そしてバシュラールは、夢想の喜びを肯定し、「ろうそくの焔」を見てわきあがる思い出に身を委ねるのである。

## 主要著作
- 1927年 Essai sur la connaissance approchée (Vrin)

豊田彰他訳 『近似的認識試論』 国文社, 1982年
- 1928年 Étude sur l'évolution d'un problème de physique. La propagation thermique dans les solides (Vrin)
- 1929年 La Valeur inductive de la Relativité (Vrin).
- 1932年 Le Pluralisme cohérent de la chimie moderne (Vrin)
- 1932年 L'Intuition de l'instant. Étude sur la siloé de Gaston Roupnel (Stock).

掛下栄一郎訳 『瞬間と持続』 紀伊國屋書店, 1969年。改訂改題版 『瞬間の直観』同，1997年
- 1933年 Les Intuitions atomistiques. Essai de classifivation (Bolvin).

豊田彰訳 『原子と直観』 国文社, 1977年
- 1934年 Le Nouvel Esprit scientifique (F. Alcan).

関根克彦訳 『新しい科学的精神』 中央公論社, 1976年/ちくま学芸文庫, 2002年
- 1936年 La Dialectique de la durée (Bolvin).

掛下栄一郎訳 『持続の弁証法』 国文社, 1976年
- 1937年 L'Expérience de l'espace dans la physique contemporaine (F. Alcan)
- 1938年 La Formation de l'esprit scientifique. Contribution à une psychanalyse de la connaissance objective (Vrin).

及川馥, 小井戸光彦訳 『科学的精神の形成--客観的認識の精神分析のために』 国文社, 1975年
及川馥訳、平凡社ライブラリー，2012年（改訳版）
- 1938年 La Psychanalyse du feu (Gallimard). - 物質についての想像力論 第1巻（「火」の想像力）

前田耕作訳 『火の精神分析』 せりか書房, 1969年。改訳版 1987年、新版1999年。
- 1939年 Lautréamont (José Corti).

平井照敏訳 『ロートレアモンの世界』 思潮社, 1965年
改題新版『ロートレアモン』同上, 1984年
- 1940年 La Philosophie du non (PUF). ]

中村雄二郎, 遠山博雄訳 『否定の哲学』 白水社, 1974年、白水社[イデー選書], 1998年
- 1942年 L'Eau et les rêves (J. Corti). - 物質についての想像力論 第2巻（「水」の想像力）

小浜俊郎, 桜木泰行訳 『水と夢--物質の想像力についての試論』 国文社, 1969年
及川馥訳 『水と夢--物質的想像力試論』 法政大学出版局（叢書・ウニベルシタス 898）, 2008年、新版2016年
- 1943年 L'Air et les songes (J. Corti). - 物質についての想像力論 第3巻（「大気（風）」の想像力）

宇佐見英治訳 『空と夢--運動の想像力にかんする試論』 法政大学出版局（叢書・ウニベルシタス 002）, 1968年、新版2016年
- 1948年 La Terre et les rêveries de la volonté (J. Corti). - 物質についての想像力論 第4巻（「地」の想像力）第1部

本書冒頭には 『大地と意志の夢想』および『大地と休息の夢想』全体に寄せた序文があり, ここでバシュラールは, 火・水・大気（風）に続いて, 地に関する想像力を取り上げると述べている. また本書が第1部, 『大地と休息の夢想』は第2部にあたることも明らかにされている
及川馥訳 『大地と意志の夢想』 思潮社, 1972年
- 1948年 La Terre et les rêveries du repos (J. Corti). - 物質についての想像力論 第4巻（「地」の想像力）第2部

饗庭孝男訳 『大地と休息の夢想』 思潮社, 1970年
- 1949年 Le Rationalisme appliqué (PUF).

金森修訳 『適応合理主義』 国文社, 1989年
- 1951年 L'activité rationaliste de la physique contemporaine (PUF).
- 1953年 Le Matérialisme rationnel (PUF).
- 1957年 La Poétique de l'espace (PUF).

岩村行雄訳 『空間の詩学』 思潮社, 1969年/ちくま学芸文庫, 2002年
- 1960年 La Poétique de la rêverie (PUF).

及川馥訳 『夢想の詩学』 思潮社, 1976年/ちくま学芸文庫, 2004年
- 1961年 La Flamme d'une chandelle (PUF).

渋沢孝輔訳 『蝋燭の焔』 現代思潮社, 1966年/現代思潮新社, 2007年
- 1970年 Etudes présentation de Georges Canguilhem (Vrin).

及川馥訳 『エチュード--初期認識論集』 法政大学出版局（叢書・ウニベルシタス）, 1989年
- 1970年 Le droit de rêver (PUF).

渋沢孝輔訳 『夢みる権利』 筑摩書房, 1977年/筑摩叢書, 1987年/ちくま学芸文庫, 1999年

## 研究文献
- Vincent Bontems, Bachelard, Belles Lettres, 2010.
- Dominique Lecourt, L’épistémologie historique de Gaston Bachelard (1969). Vrin, 11e édition augmentée, 2002.
- Dominique Lecourt, Bachelard, Epistémologie, textes choisis (1971). PUF, 6e édition, 1996.
ガストン・バシュラール『科学認識論』 竹内良知訳、現代思潮社, 1966年／白水社, 1974年、改訂新版2000年。ドミニック・ルクール編
- Suzanne Bachelard (éditeur), Fragments d'une poétique du feu, PUF, 1988. 
ガストン・バシュラール『火の詩学』 本間邦雄訳、せりか書房, 1990年。娘シュザンヌのあとがき
- Guy Lafrance, Gaston Bachelard, profils épistémologiques, Presse de l'Université d'Ottawa, 1987.
- Michel Vadée, Bachelard ou Le nouvel idéalisme épistémologique, Éditions Sociales, 1975.